# San Nicolás, Cuba
San Nicolás là một đô thị và thành phố ở tỉnh La Habana của Cuba.
Năm thành lập là 1846.

## Thông tin nhân khẩu
Năm 2004, đô thị San Nicolás có dân số 21.563 người. Diện tích là 242 km² (93,4 mi²), với mật độ dân số là 89,1người/km² (230,8người/sq mi).
Đô thị này được chia thành các phường (barrio) Babiney Prieto, Barbudo, Caimito, Gabriel, Jobo, Pipián, Pueblo y Paradero và Zaldívar.